# La brigada de la cuina
La brigada de la cuina (títol original en francès, La Brigade) és una pel·lícula francesa dirigida per Louis-Julien Petit i estrenada el 2022. La pel·lícula està inspirada en una història real que va tenir lloc a la Corresa. S'ha subtitulat al català.

## Sinopsi
La Cathy sempre ha volgut ser xef en un restaurant. Amb 40 anys, no ha pogut fer realitat el seu somni, i es veu obligada a acceptar una plaça al menjador d'un centre d'acollida per a joves migrants.

## Repartiment
- Audrey Lamy: Cathy Marie
- François Cluzet: Lorenzo
- Chantal Neuwirth: Sabine
- Fatoumata Kaba: Fatou
- Yannick Kalombo: GusGus
- Mamadou Koita: Djibril
- Alpha Barry: Alpha
- Yadaf Awel: Yadaf
- Aiham Deeb: Aiham
- Stéphane Brel: Mikaël
- Charlotte Léo: Anne-Marie
- Amadou Bah: Mamadou
- Demba Guiro: Demba
- Boubacar Balde: Boubacar
- Mohamat Hamit Moussa: Mohamat
- Irakli Maisaia: Irakli
- Sayed Farid Hossini: Sayed
- Saikat Barua: Saikat
- Amadi Diallo: Amadi

## Premis i reconeixements
- 2022: Premi a la millor interpretació femenina del Festival Internacional de Cinema de Comèdia de L'Aup d'Uès per a Audrey Lamy[4]